# Филип I Савойски
Вижте пояснителната страница за други личности с името Филип Савойски.
Филип I Савойски (на италиански: Filippo I di Savoia; * 1207, замък на Егбел, Савоя, Савойско графство; † 15 август 1285, замък Русийон, Бюже) от Савойската династия, е епископ на Валанс (1242 – 1267), архиепископ на Лион (1245 – 1267), граф на Бургундия (de iure uxoris 1267 – 1285) и 13-и граф на Савоя, на Аоста и на Мориен (1268 – 1285), барон на Во (1271 – 1285).

## Произход
Той е най-малкото дете на Томас I Савойски (* 1180, † 1233), граф на Савоя, на Аоста и на Мориен, и на съпругата му Маргарита Женевска (* ок. 1180, † 1257). Негови дядо и баба по бащина линия са Хумберт III Савойски Светецът, 8-и граф на Савоя, Аоста и Мориен и маркграф на Италия, и Беатрис Маконска/Виенска, а по майчина – женевският граф Вилхелм I и Маргарита-Беатриса дьо Фосини. Има от 9 до 14 братя и сестри: 
- Амадей IV (* 1197, † 1253), 10-и граф на Савоя, граф на Аоста и на Мориен (1233 – 1253), имперски викарий за Пиемонт, съпруг на Ана Бургундска и на Сибила дел Балцо/Сесил дьо Бо

- Беатрис (* 1198, ок. 1205 или 1206, † 1265, 1266 или 1267), графиня на Прованс и на Форкалкие като съпруга на граф Раймон Беренгер IV, майка на четири кралици

- Маргарита (* 1212, † 1270 или 1273), графиня на Кибург като съпруга на граф Хартман IV фон Кибург и графиня на Хабсбург, графиня в Тургау и Цюрихгау, графиня на Кибург като съпруга на граф Еберхард I фон Хабсбург-Лауфенбург
- Хумберт (* ок. 1198, † 1223)
- Аймон (* 1200, † 1238 или 1242), апанаж във Вале и Шабле (1234 – 1237), господар на провинция Агон, на Шабле, Шийон, Морж и Вилньов
- Томас II (* 1199, † 1259), регент-граф на Савоя, господар на Пиемонт (1233 –1259), маркграф на Торино и Ивреа, граф на Фландрия и на Ено (1237 – 1244), граф на Аоста и на Мориен, имперски викарий за Пиемонт (1242), принц на Капуа (1252), суверенен граф на Савоя от 1253 г. до смъртта си, регент на племенника си Бонифаций Савойски, съпруг на Йохана Фландърска и на Беатриче Фиески
- Вилхелм (* ок. 1201, † 1239), епископ на Валанс (1224/1226 – 1239), принц епископ на Лиеж и на Уинчестър (1238 – 1239)
- Петър II, „Малкият Карл Велики“ (* 1203, † 1268), 12-и граф на Савоя, граф на Аоста и на Мориен (1263 – 1268), господар на Во (1233 – 1268), граф на Ричмънд (1241), съпруг на Агнес дьо Фосини
- Бонифаций (* ок. 1206 или 1207, † 1270), приор на Нантюа, епископ на Беле (1232) и архиепископ на Кентърбъри (1241 – 1268), приор на Англия (1241), епископ на Дърам, беатифициран от папа Григорий XVI (1838)
- Аймон († 1238), господар на Вале
- Хумберт († 1223)
- две сестри († пр. 1254 като малки)
- Алиса или Алазия († 1277), игуменка на манастира Сен Пиер де Теро в Лион (1250
- Агата († сл. 1279), монахиня и след това игуменка на манастира Сен Пиер де Теро в Лион

Има и трима природени братя и една природена сестра от извънбрачни връзки на баща си.

## Биография

### Църковна кариера

#### Ранни години
Филип е предопределен от много ранна възраст, подобно на тримата си братя Вилхелм, Петър II и Бонифаций, за църковно поприще. Без да е ръкоположен за свещеник (той никога не е отслужвал литургия), той получава първите си важни църковни длъжности през 1239 г. Той обаче няма призванието на брат си Бонифаций.
Активно подкрепян от брат си граф Амадей IV, той постепенно придобива множество владения и облаги в проактивна политика за увеличаване на властта на Савойския дом. Подкрепата на брат му отчасти се обяснява с факта, че той никога не е дал на Филип искания дял от наследството на баща им. През 1242 г. Амадей IV се ангажира да му плати сто сребърни марки, но бързо спира плащанията си. Отношенията между двамата братя никога не са били отлични и този им спор никога не е разрешен.
Филип е назначен за примас на църквата в Мец през 1239 г. и остава такъв през 1262 г. През 1240 г. сава ректор на църквата „Сен Доматиен“ в Брюге. Този му пост най-вероятно е придобит с помощта на брат му Томас, който тогава е във Фландрия.
През 1240 г. се опитва да вземе епископството на Лозана, което Бонифаций Лозански е напуснал предходната година, и влиза във въоръжен конфликт за това. Но въпреки помощта на брат си Петър II Филип отстъпва пред кантора Жан дьо Косоне. Смъртта през същата година на брат му Вилхелм му дава достъп до няколко предимства. Той става декан на Виен и преди всичко епископ на Валанс. Въпреки това, тъй като никога не е получавал големи длъжности, той носи само титлата на прокуратор или избран служител за тази длъжност, а не епископ. През 1244 г. поисква да напусне този пост, може би за да потърси по-висок пост другаде. Въпреки съгласието на папа Инокентий IV обаче променя решението си и запазва поста.
Филип също има достъп до позициите на управител на наследството на Сен Пиер, велик гонфалониер на Църквата, приор на църквата „Сен Мишел дьо Нантюа“. Той е ректор на църквата „Сен Донатиен“ в Брюге и енорийски свещеник на Гедингтън, Рекюлвер и Уингам от 1242 г.

#### Архиепископ на Лион

##### Условия за избирането му
Филип е обявен за архиепископ на Лион през 1245 г. при специални обстоятелства. Тогава градът се радва, особено след 1157 г., на привилегировано положение на границите на Кралство Франция и Свещената Римска империя, което му дава голяма свобода спрямо неговия теоретичен господар – императорът на Свещената римска империя. Предшественикът на Филип, Жан Бел-Мен, казва за епархията на Лион, че тя „има най-обширната юрисдикция..., както в границите на Империята, така и в тези на Кралство Франция, тъй като собствената ѝ юрисдикция е споделена между двете страни. Ние не вярваме, че е лесно да се намери друга църква, която да се радва на толкова голяма свобода и от двете страни едновременно.“ Но през 1244 г. папа Инокентий IV, в ожесточен конфликт с император Фридрих Барбароса като част от борбата между Църквата и Империята, търси място за свикване на събор срещу своя противник. Изправен пред отказа на крал Луи IX да позволи той да се проведе в неговото кралство, папата избира Лион поради позицията му много далеч от зоните на влияние на императора и много близо до френските земи, където евентуално би могъл да намери убежище в случай на опасност. За да направи това обаче, той трябва да прекоси савойските земи, традиционно съюзени с императора. Следователно Филип играе активна роля спрямо брат си Амадей IV, за да го убеди да промени семейната стратегия спрямо техния господар и да заеме балансирана позиция между двете сили. Подкрепен е от другия си брат Бонифаций. Въпреки това Филип не успява да промени значително позицията на Амадей IV, който се съгласява две години по-късно да пусне императора, който иска да отиде в Лион.
Когато през 1244 г. папа Инокентий IV напуска Рим, заплашен от император Фридрих II, Филип го придружава до Лион, служейки за негов защитник по пътя и в Рим. За да го възнагради и да утвърди авторитета му пред лицето на капитула и враждебната буржоазия, императорът се възползва от оставката на архиепископ Емерик дьо Рив в края на събора, за да постави Филип. Избран е за архиепископ на 28 юли 1245 г.

##### Филип в Лион
Филип се появява в текстове за първи път в Лион през 1239 г., където получава вероятна пребенда в рамките на капитула на катедралата „Сен Жан“. През 1243 г. е послушник (на френски: obéancer).
Филип е избран през 1245 г., като Жак Гадил дава датата 1246 г.. Първото действие на Филип като избран служител датира от септември 1245 г. Този избор, доколкото Филип отказва да произнесе обетите си, за да запази шансовете си един ден да получи достъп до престола на Савойското графство, накърнява престижа на титуляра на архиепископството на Лион. В официални актове, в протоколни церемонии той се поставя след прелатите с по-малко значение. Самата буржоазия на Лион никога не го назовава архиепископ в текстовете.
Множеството облаги, които Филип натрупва по това време, са гарантирани от диспенсацията, дадена му от папа Инокентий IV по молба на архиепископа. Но освен нея папата не му дава нищо повече.
Въпреки липсата на титла и на вкус към религиозна кариера Филип се оказва съвестен прелат в службата си. Например, макар и малко заинтересован от изграждането на новата катедрала „Сен Жан“, той е задължен да участва в нейното изграждане, когато тя всъщност се превръща в църквата на папата между 1244 и 1251 г., според поговорката „ubi papa, ibi Roma“ („Където е папата, там е и Рим“). Всъщност Инокентий IV остава в Лион почти седем години и следователно логично настоява за бързото продължаване на работата по църквата.

##### Политически действия

###### Отношения с папата
Папата е в Лион, понеже потърсва защита там от Филип. Папата го счита за свой длъжник, защото го е назначил за архиепископ на града и е запазил всичките му привилегии. Но действията на папата спрямо Филип са политическа маневра, предназначена да задоволи могъщата Савойска династия с подкрепата, от която се нуждае папа Инокентий IV. Следователно и Филип счита папата за длъжник. По-специално разходите за първия събор в Лион от 1245 г. са поети от архиепископа; най-общо казано Филип е този, който подкрепя папата по време на престоя му в Лион, като дори стига дотам да му даде 3000 сребърника, когато той си тръгва през 1251 г. Така че когато папата номинира един от своите фаворити за пребенда на катедралния капитул „Сен Жан“, той е удавен още същата нощ, според заплахите, които канониците вече са отправили към папата. Независимо дали е участвал в убийството или, по-вероятно, дали се е опитал да прикрие капитула, за да си осигури благоволението на канониците, Филип потулва аферата, без папата да се осмели да каже нещо за нея. Освен това папата не запазва благосклонността си към Филип, нито му предоставя каквито и да било привилегии, веднага щом той вече не е в своите държави.

##### Отношения с Империята, Франция и Англия
Филип поддържа връзки от различно значение с политическите сили на Европа. Неговата политика на безусловна подкрепа за папата го превръща в естествен противник на императора; но той е далеч, а поддържаните връзки почти не съществуват. Връзките му с краля на Франция едва ли са по-силни: Филип веднъж се срещна с крал Луи IX в Клюни, а понякога и братята му. От друга страна връзките му са естествено по-силни със Сицилианските Анжуйци поради брака на племенницата му Беатрис Прованска с Шарл I Анжуйски. Отношенията между Филип и Шарл в началото не са най-добрите: Шарл взима страната на император Фридрих срещу папата и предупреждавайки последния срещу неговия защитник и съветник; впоследствие Филип заема страната на Сицилианските Анжуйци във войната срещу Манфред I Сицилиански. Но преди всичко Филип поддържа връзки с монархията на Англия, като по този начин увековечава традиционната връзка на Лион с тази страна. След събора в Лион от 1245 г. той се възползва от връзките, установени с различни английски прелати, за да се постави под закрилата на крал Хенри III.
Филип, като член на Савойския дом, е част от двете групи, съветващи английския монарх: тази на Савойците, по-скоро склонни към дипломация към Франция, се противопоставя на по-войнствената партията на Лузинян. Филип е изпратен през 1242 г. на посолство с брат си Пиер и брата на Хенри III, Ричард от Корнуол, да защитава примирието с краля на Франция след битката при Тайбур. Обтегнатите си отношения с френската монархия (поради подкрепата ѝ за папа Инокентий IV) предполагат, че изборът на Филип не е бил от най-успешните. Други действия са извършени от Филип по време на престоя му в Лион в полза на Англия. Позицията на Лион на границите на Империята и Франция, има много общо с този избор на съюз от страна на английските монарси, но личността на Филип, както и неговият савойски произход също натежават много при британското решение.

##### Отношения със съседни политически сили
Също така загрижен за добрата местна подкрепа, Филип поддържа или засилва църковната си власт в долината на Рона: той запазва епископството си във Валанс, както и деканат (служба на декан) във Виен. То е продадено на неизвестна дата на Хюг дьо Паладру, каноник на Лион и наследник на една от основните фамилии на Дофине. Когато Хюг умира през юли 1254, Филип си възвръща деканството въпреки опита за намеса на Хумберт I дьо ла Тур дю Пен, също каноник. Архиепископът на Лион също поддържа добри отношения през целия си мандат с Жан дьо Бернин, архиепископ на Виен. По отношение на Жан Филип е в двусмислена позиция поради множеството позиции, които заема: като архиепископ на Лион той има равностойна роля на колегата си от Виен; от друга страна, като епископ на Валанс и като декан на Виен той е двойно подчинен на властта на Жан. Между тях, въпреки малкото им първоначално несъгласие, има такова доверие, че Филип прави Жан свой изпълнител в документа от 1256 г.
И накрая, Филип печели от брака на своята племенница Беатрис дьо Фосини, дъщеря на Пиер II, с дофина Гиг VII Виенски, за да увеличи влиянието си в тази провинция, която е традиционен съперник на Савоя: всъщност неговият брачен племенник многократно иска неговия арбитраж. Това обаче не предотвратява възникването на конфликти, като най-дългият продължава от 1262 до 1266 г., и е разрешен по доста красноречив начин: Филип, спечелвайки някои от исканията си, приема, че капитулът на Сен Жан губи като компенсация замъците Анонè и Аржантал: следователно той жертва църквата, в която е избран, за личните си интереси. Намаляването на правомощията на капитула върви ръка за ръка с опит за възвръщане на контрола върху този орган, чиято власт понякога се конкурира с тази на архиепископа на Лион. По този начин забележителна част от канониците са благородници от Дофине, Филип пише през 1251 г. клауза, посочваща, че за да има право на своя пребенда, член на капитула трябва да пребивава поне шест месеца в годината в Лион. Тази клауза рискува да бъде неблагоприятна за Дофине, така че Филип добавя параграф, уточняващ, че придружаването на архиепископа по време на пътуванията му може да се приравни на пребиваване. С това допълнение той се надява да спечели благоволението на тази част от канониците.

##### Филип Савойски – архиепископ в услуга на своя род
След смъртта на баща си Филип претендира за 1/5 от графството, годишен доход от сто сребърни марки и обезщетение от седемстотин лири, които е похарчил със съгласието на баща си за придобиването на замъка Сан Самфориан. Докато по време на управлението на брат му Амадей IV той не получава нищо по този въпрос, когато другият му брат Томас поема настойничеството над сина на Амадей Бонифаций, този въпрос е решен. Арбитраж, подаден от няколко епископи, предлага на Филип в замяна на наследството замъците Толвон, Воарон и Бошозел. Загрижен да върне на семейството си онова, което му е дало, той купува земя в Савойски Виен и построява там крепости, понякога важни, като Сетем.
Тъй като Брес е част от Епархията на Лион, Филип поддържа постоянни връзки с фамилията Брес дьо Боже (или Баже) с цел улавяне на евентуално наследство. Влиятелната му работа има резултати след напускането му на Лион: владетелят на Баже Рено IV загива по време на кръстоносния поход през 1250 г. и Филип е назначен за настойник на двете му деца, тогава все още непълнолетни, и по този начин става регент на Брес. На следващата година той дава общинска харта на град Бург ан Брес. Мярката е популярна сред жителите, но и успешна, тъй като носи 1500 виенски лири на Филип. След това той се погрижва за женитбата на Гиг, най-големия от децата. Съпругата му Дофин дьо Сан Боне е бременна и Гиг умира. Дъщеря му Сибила се ражда скоро след това и Филип става неин законен настойник, a след това той сам прави разделение на земите между Сибила и нейния чичо Рено. След това, на 12-тата година на момичето, той прави разделение между Сибила и семейството на майка ѝ, оставяйки на последното земите на запад от Сона, безинтересни за него. През 1266 г. Филип наследява от Рено V земите, включително Бург ан Брес и околните земи, изключени от завещанието на Сибила. След като става граф, той успява да накара Сибила да се омъжи за най-близкия му племенник Амадей. Тогава Брес се превърна в апанаж, поверен на Амадей. Така са завладени дипломатически в момента, когато Амадей се възкачва на трона на Савоя, Бажé, Пон дьо Вел, Бург, Сен Мартен льо Шател, Пон дьо Во, Сен Тривие дьо Курт и Шатийон ан Дом.
Тази лоялност към Савойския дом не се дължи само на Филип; той също е бенефициент и през периода, когато е архиепископ в Лион. На 25 август 1263 г., няколко години преди смъртта му, сестра му Беатрис, вдовица на графа на Прованс Раймон Беренгер IV, прави Филип универсален наследник на цялото му имущество, както и изпълнител на последните му желания. Това дарение също е направено в Лион.
Въпреки всичко семейните му отношения са променливи. Така с по-големия му брат Амадей IV, граф на Савоя по времето, когато Филип е архиепископ, отношенията са противоречиви. Архиепископът подкрепя папата, а графът – император Фридрих II, които се противопоставят (Фридрих дори е отлъчен от Църквата на първия събор в Лион). Впоследствие двамата братя възприемат същата гледна точка, особено чрез техния брат Томас, преди това свързан с императора, отлъчен от Църквата и който се поправя, преди да се ожени за племенницата на папата, което кара Амадей IV да възприеме неговите възгледи. Томас също действа като посредник между братята си по отношение на родителското наследство. В замяна, когато Томас се оказа в конфликт със своите пиемонтски васали на Асти, Филип оказва натиск върху тях, като арестува търговците от Асти, присъстващи в Лион.
Братът, с когото Филип поддържа най-добри отношения, е Петър. Граф от 1259 г., този, който савойската историография понякога нарича „Малкият Карл Велики“, има много общи интереси с Филип, по-специално по отношение на споделянето на наследството. През 1240 г., когато Филип се опитва неуспешно да получи епископството на Лозана, Петър основната му подкрепа; в замяна, през 1250 г., Филип решава конфликт между графа на Женева Гийом I и брат му в полза на последния. От 1251 до 1254 г., в няколко случая, когато е необходимо присъствието или съгласието на единия, последният дава власт на другия да го представлява. През 1255 и 1256 г. най-накрая те взаимно се назовават наследници един на друг.
С останалата част от семейството Филип поддържа добри, но по-далечни отношения. Именно в неговия град Лион и по време на събора брат му Бонифаций е ръкоположен за епископ. Той нарежда сестра му Алиса да бъде обявена за игуменка на Сан Пиер ле Ноне..

#### Изоставяне на религиозна кариера и брак
С идването на наследниците на Инокентий IV (Урбан IV и после Климент IV), отношенията между Филип и папството бавно се влошават: той е обвинен в прекомерни разходи, неоправдано притежание на ректорат във Фландрия и най-вече несъвместимост на статута му с отказа му да бъде ръкоположен за свещеник или дори дякон.
Осигурен с повече от петдесет бенефиции в Савоя, Фландрия, Франция и Англия, Филип се отказва от религиозните си задължения и се лишава от всичките си титли на 24 февруари 1267 г. Една от хипотезите, които обясняват това изоставяне на църковната кариера, е алтернативата, наложена от папа Климент IV: или Филип да изостави своите облаги, или да бъде ръкоположен за свещеник, за да изпълни свещеническия си дълг: „Папата изпрати съобщение до монсеньор Филип, че иска той да пее и да служи литургия или да напусне бенефициите“. Изправен пред този избор, Филип, който не се е отказва от привилегиите, произтичащи от неговото савойско потекло, вероятно се отказва от всичките си религиозни функции в очакване на смъртта на брат си Петър. Франсоа Мюние в труда си „Савойците в Англия през XIII век и Пиер д'Егбланш, епископ на Херфорд“ (1890 г.) опровергава тази хипотеза, но само относно датата: според източниците той противоречи, Климент IV е щял да наложи този ултиматум на Филип през 1268 г., следователно във времето, когато Филип вече е бил женен.
На 11 юли 1267 г., за да попречи на господарите на Шалон Арле в тяхното господство над северната част на Страната Во, той се жени за 58-годишната Аликс Меранска, вдовица и наследница на графа на Бургундия, дъщеря на Отон II от Бургундия и Беатриса II от Бургундия. Така Филип става пфалцграф на Бургундия и по този начин осигурява териториална база отвъд Юра; регионът Дол се превръща в една от точките за маршрут на графската двойка.
Аликс също намира интерес в този брак. През 1257 г. Империята вижда двама претенденти да се изправят един срещу друг за избора за император: Ричард от Корнуол, англичанин, син на Джон Лакланд, и Алфон X от Кастилия. Последният печели, но е подкрепен от херцога на Бургундия Хуг IV, който се стреми да разшири територията си чрез присъединяване на графството към херцогството. Чрез Савоя, която е традиционен съюзник на Англия срещу Франция, и Филип, подкрепящ Ричард, Аликс си осигурява територия, като се омъжва за него. Освен това тъй като този брак е без деца, при смъртта на Филип наследник е нейният син Отон IV (или Отелин) от Бургуния, роден от първия брак на Аликс с граф Хуго от Бургундия, който завладява Бургундия.

### Тринадесети граф на Савоя (1268 – 1285)
Филип е един от доста пресметливите графове на Савоя, подобно на Амадей VIII, и е преди всичко с политически, а не с религиозен дух. Любимата му резиденция е в Сен Жорж д'Есперанш във Виен.

#### Укрепване на централната власт
Той управлява своите земи в съответствие с политиката на своите предшественици. Продължава и завършва модернизацията на правосъдието и окръжната администрация със създаването на съдебни изпълнители и съдии. Освен това, за да има администрация, наложена върху васалите и предназначена да ги наблюдава, Филип получава от Петър II система от кастелани – всевластни представители на графа, установени за дадено и отменимо пространство. За да държат подчинените си в съответствие и да избягват злоупотребата да бъде проблем, са създадени съдиите, за да ги контролират. Филип, желаейки да вземе допълнителни предпазни мерки, създава навика да ги псменя на всеки две или три години и дори всяка година. Очевидно съществуващата аристокрация се противопоставя, понякога насилствено, на тези кастелани и съдии. По този начин най-влиятелните семейства, особено виконтите, успяват да ги държат настрана. Филип, желаейки да успее да задържи владението си възможно най-добре, работи чрез преговори, за да свали съпротивата. Като част от тази политика той купува Виконтство Тарантез през 1279 г. от фамилията Егбланш.
В политика на утвърждаване на властта и независимостта на графството през 1271 г. той установява солидна валута – силното сребърно дение.
За да отслаби всички сили, които биха могли да се надигнат срещу него в графството, той маневрира многократно срещу савойските епископства, особено Тарантез и Мориен. По този начин се възползва от вакуума на властта в епархията на Тарентез през 1271 г., за да заграби менсата (вид църковен приход) и да я използва за своя печалба. Той я връща, когато епископът пристига, но прави същото по-късно.

#### Военна и наследствена политика
Филип продължава да придобива или завладява няколко територии, за да разшири владенията на Савойския дом. По време на управлението си той добавя към земите, завладени от неговите бащи и братя, Толвон сюр Воарон, Сен Лорен дю Дезер, Пон дьо Бовоазен и Шана в самата Савоя. По-нататък на запад той се издига в кастеланство и укрепва обектите Фалавие, Септем, Сен Жорж д'Есперанш и Ла Кот Сент Андре. Като строител Филип построява три замъка в Савоя, които следват типичния план на савойския замък: Сан Жорж д'Есперанш, Шателаржан (във Вале д'Аоста) и Саксон (в района на Шабле), основно разчитайки на уменията на архитекта Жак дьо Сен Жорж.
Със съпругата си през 1276 г. купува село Сен Или (община, обединена през 1953 г. с Дол) и замъка Дол във Франш Конте, както и други места, разположени в околността, за да осуети внамеренията на херцозите на Бургундия.

#### Външна политика
Амбициозен господар и умел дипломат, Филип води няколко вида външна политика, които скъсват с традиционните позиции на графовете на Савоя, но винаги с цел да увеличи могъществото на рода.

##### В Италия
Станал граф на Савоя след смъртта на брат си Петър II Савойски, Филип е приет от Щатите на Шамбери през 1269 г. Той установява резиденция в Торино, побеждава маркиза на Монферат Вилхелм VII в няколко срещи и възстановява правата на своите предци върху пиемонтските владения, придобити от 12 век.
Италианската политика на Филип е в съответствие с желанието му повече да не се съобразява с имперските амбиции, Той пречупва враждебността към Ломбардската лига, като установява търговско споразумение с Милано през 1276 г. относно таксите от италианските търговци, пътуващи по оста Торино – Аоста – Лозана до Жун.

##### В Швейцария
Той получава данък през 1272 г. за протекторатите Берн, Нион и Морат, които му се заклеват във вярност. Като част от вековна борба между Савоя и Женева, Петър II – предшественикът на Филип, успява да покори графа на Женева Амадей II. През 1282 г. Рудолф I Хабсбург води коалиция срещу Филип. Тя включва Амадей II, епископа на Женева Робер, Беатрис, господарка на Фосини, и нейният син Жан. Филип обаче постига няколко успеха по дипломатически път. Изправена пред напредъка му, коалицията предлага да се сключи мир с него, което е направено на 20 февруари 1283 г. След това битката се подновява с поставянето начело на Савойското графство на Амадей V, който завладява Женева през септември 1285 г. и налага по-малко благоприятен договор за женевците.

##### В Дофине и Бюже
Дофинè – традиционен съперник на Савоя в Савойско Бюже и Грезиводан, пада под контрола на Дом Ла Тур дю Пен с пристигането на Хумберт I Виенски през 1282 г. След това пътят между Лион директно и Торино става по-малко безопасен от пътя на север, през Амберийо ан Бюже и долината Клюз дез Опито. За да гарантира безопасността на този последен маршрут, Филип укрепва Пон д'Ен и става господар на бенедиктинското абатство на Амброне. Също така с цел да се противопостави на дофините, той подсилва замъка Септем близо до Виен и този на Сен Жорж д'Есперанш, като наема за това арх. Жак дьо Сен-Жорж.

##### Съперничество със Свещената Римска империя
Филип е първият владетел на Савоя, получил пълна независимост от императора на Свещената Римска империя. Поради тази причина, наред с други, императорът е враждебен към него и създава коалиция срещу Савоя, включваща Шарл Анжуйски, както и господарите от Дом Шалон-Арле, водени от Жан I дьо Шалон-Арле.
Филип I се бори с Рудолф I Хабсбург и Аймон II Женевски, за да получи поддръжката на адвокатуритете, протекторатите и феодалните владения, предоставени autrefois на Савойското графство на територията на Женева. Рудолф твърди, че е граф на Хабсбург. След като става император, той прави коалиция за защита на региона на Савоя.
Изправен пред германската инвазия на войските на Рудолф Хабсбург, които обсаждат Пайерн, Филип I, на 78 години, се отказвам от господствата на Морат и Гуминан и от адвокатурата на Пайерн. Договорът от Пайерн от 27 декември 1283 г. , вдъхновен от епископите на Базел, Беле и Лозана, постановява, че всичките спорове между Савоя и империята вече няма да се водят с оръжие, а ще бъдат подчинени на справедливостта на арбитража. Въпреки това той остава договор, налагащ само ограничени загуби с оглед на първоначалните намерения на Рудолф.

### Смърт
Заемайки трона на Савоя вече стар, все пак Филип никога не отстъпва ръководството на държавата на неговите племенници, дори когато болестта го отслабва. Той умира от воднянка в древния замък Русийон в Бюже на 15  1285 г. Погребан е в Абатство Откомб – гробница на Савойската династия.
Бездетен, Филип I избира себе си за свой наследник. Той се отказва от традицията на Хумбертините (бъдещите Савойци) за мъжко първородство и налага своя племенник Амадей, син на Томас II Савойски, господар на Пиемонт, сред многобройни племенници. Той получава от император Хайнрих VII указ, с който монархът инвестира Амадей V със суверенитета на Савоя. Историографът Л. дела Киеза в Storia del Piemonte (I.78) показва, че Амадей V наследява Филип I Савойски „по избора и волята на Савойските държави, които предпочетоха собствените си интереси и добродетелите на Амадей пред щастлива наследственост“. Савойските държави включват през 1285 г. бейлиуците Савоя, Мориен, Тарантез (18 кастеланства), Вале д'Аоста и Вал ди Суза (8 кастеланства), Шабле (16 кастеланства), Брес и Бюже (17 кастеланства), Новалеза и Виен (18 кастеланства). Въпреки това Амадей V получава само савойската част от владенията на Филип, които са разделени на три. Пиемонт пада на Томас III, а Страната Во – на Лудвиг I.

## Брак и потомство
∞ 11 юни 1267 г. за Аделхайд (Алиса) от Андекс–Мерания († 8 март 1279) пфалцграфиня на Бургундия (1248), дъщеря на пфалцграф Ото I, херцог от Мерания и първата му съпруга Беатрис II Бургундска и вдовица на Хуго от Дом Шалон († 1266), от която няма деца, което поражда нов конфликт между неговите трима племенници Томас, Амадей и Лудвиг.